# Tangram

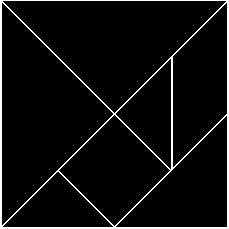
Le carré de base

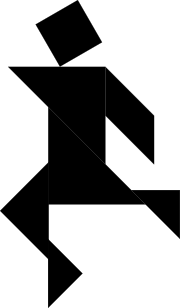
Figure de tangram représentant un homme

Le tangram (en chinois : 七巧板 ; pinyin : qī qiǎo bǎn ; Wade : ch'i ch'iao pan) ; litt. « sept planches de la ruse », ou jeu des sept pièces, est une sorte de puzzle chinois. C'est une dissection du carré en sept pièces élémentaires. Des dissections plus générales, de formes différentes, sont également appelées tangrams.
Le terme occidental de « tangram » est d'origine inconnue, il y a plusieurs hypothèses, dont la composée de « tang », en référence à la dynastie Tang, et de « gram » provenant du grec, rappelant le caractère dessiné des figures.

## Histoire
Il s'agit d'une variante du jeu 燕几图 / 燕幾圖, yànjītú, « dessin de table d'hirondelle » utilisé sous la dynastie Song (960 – 1279). Il est devenu le deichiji 蝶翅几 / 蝶翅幾, diéchìjī, « table d'aile de papillon » sous la dynastie Ming (1368 – 1644) avant de devenir l'actuel « qi qiao ban », traduit par Tangram en occident. Il existe également un jeu du même type, appelé 匡几 / 匡幾, kuāngjī, « table redressée », en volume.
Le deichiji est décrit en 1617 dans le 《蝶几谱》il est fait d'un carré composé d'un losange de 6 pièces en son milieu et de 4 triangles pour compléter le carré.
Pour Nicolas Alberto de Carlo, l'âge du jeu de tangram, appelé en chinois « qī qiǎo bǎn » （prononcé approximativement tzi tchiao pan, « Les sept plaques de l’habileté », en raison des 7 plaques utilisées), n'est pas connu, mais il semble avoir été inventé au début du XIXe siècle en Chine. Il a ensuite été ramené en occident où il s'est popularisé. Sam Loyd lui donna une origine antique totalement fantaisiste dans son livre, le Huitième livre de tan, publié en 1903. Le grand succès de l'ouvrage a forgé dans l'opinion populaire l'idée d'un jeu ayant quatre millénaires d'existence et trompa même de nombreux érudits de l'époque.
La légende dit qu'un empereur chinois du XVIe siècle du nom de « Tan », fit tomber un carreau de faïence qui se brisa en 7 morceaux. Il n'arriva jamais à rassembler les morceaux pour reconstituer le carreau mais l'homme s'aperçut qu'avec les 7 pièces il était possible de créer de formes multiples, d'où l'origine du jeu de tangram.[Qui ?]  Ce jeu est donc dans le domaine public.

## Description
Le tangram se compose de sept pièces qui peuvent se juxtaposer pour former un grand carré de surface 16 :
- 5 triangles isocèles rectangles, de trois tailles différentes :
  - deux petits de surface 1,
  - un moyen de surface 2 (longueurs des côtés multipliées par √2 par rapport aux petits, son petit côté correspond à l'hypoténuse des petits triangles),
  - deux de surface 4 (longueurs des côtés multipliées par √2 par rapport au moyen ou par 2 par rapport aux petits) ;
- 1 carré, de surface 2, dont le côté correspond aux petits côtés d'un petit triangle ;
- 1 parallélogramme (ni rectangle ni losange), de surface 2, dont les côtés correspondent, par rapport au petit triangle, dans un sens au petit côté et dans l'autre sens à l'hypoténuse.

Chaque pièce peut se faire recouvrir par un nombre entier d'exemplaires du petit triangle, qui est donc l'unité de base du découpage. L'aire totale du tangram est 16 fois l'aire de ce petit triangle.
Le parallélogramme est la seule pièce chirale : pour le faire correspondre à son image dans un miroir il faut le retourner par la troisième dimension. Pour certaines figures, le sens adopté pour cette pièce détermine le sens de la figure complète (exemple : l'homme qui court), alors que d'autres figures peuvent s'obtenir quelle que soit la position adoptée pour cette pièce (exemple : le carré de base). Dans le premier cas, reproduire le modèle suppose d'adopter exactement le même sens pour cette pièce, mais comme ce sens n'est pas connu la règle du jeu autorise un retournement.

## Utilisation
Il peut être utilisé de deux façons différentes :
- comme casse-tête ;
- comme matériel d'évaluation de la flexibilité, de la fluidité et de l'originalité créative.

### Le casse-tête

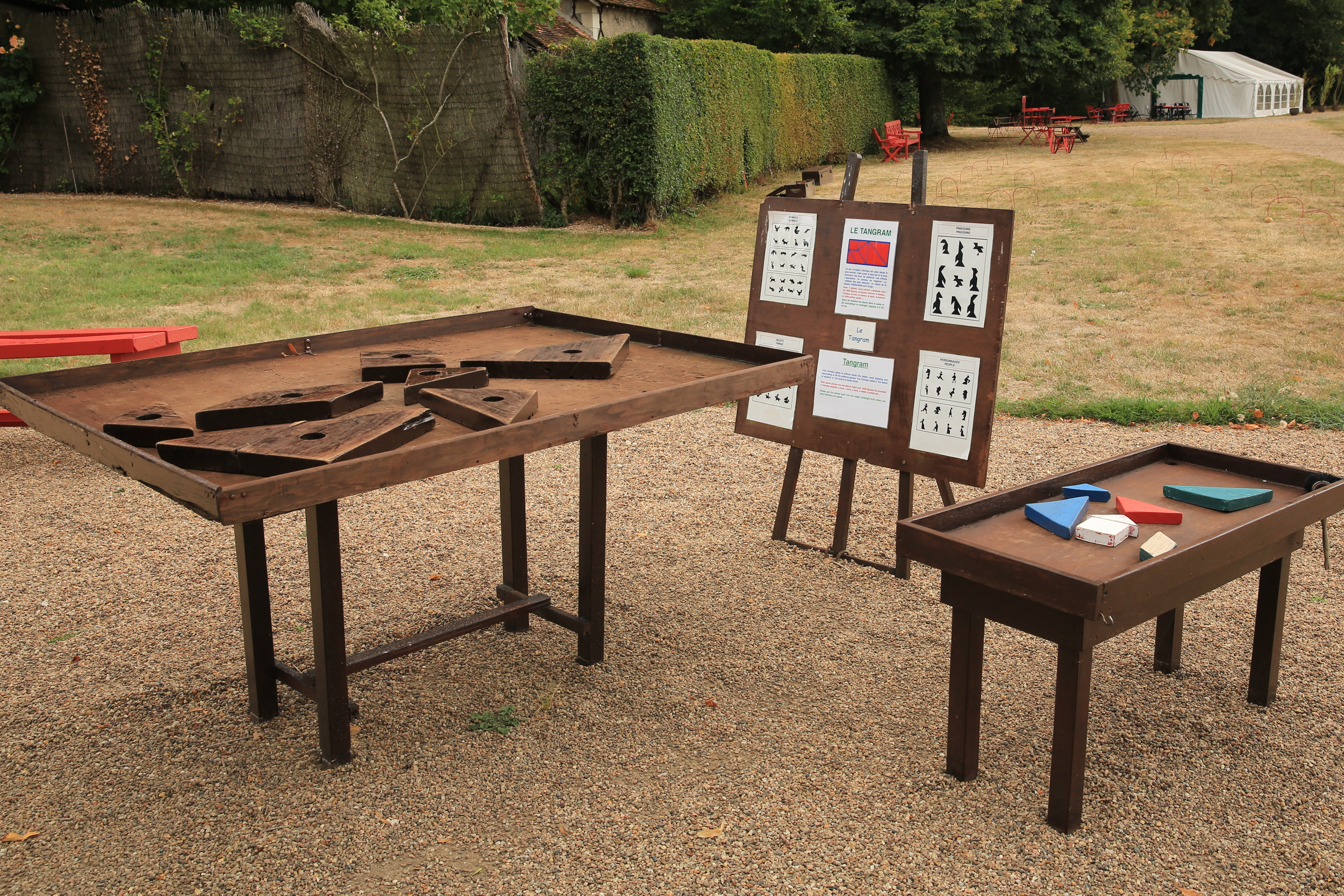
Espace ludique de jeux traditionnels en bois à l'entrée du Parc de Chanteloup près d'Amboise

Dans cette fonction casse-tête, le but du jeu est de reproduire une forme donnée, généralement choisie dans un recueil de modèles. Les règles sont simples : on utilise toujours la totalité des pièces qui doivent être posées à plat et ne pas se superposer.
Les modèles sont très nombreux, on en répertorie presque 2 000 dont certains extrêmement difficiles. On peut les classer en deux catégories : les modèles géométriques et les modèles figuratifs.
Un grand nombre de figures géométriques peuvent être reproduites, mais certaines sont très représentatives des rapports mathématiques et géométriques liant les différents éléments. Une réflexion sur certaines figures permet d'en déduire des théorèmes géométriques d'une façon visuelle.

### L'évaluation de lacréativité
Le tangram peut aussi être employé pour évaluer facilement la créativité imaginative d'un individu et ses trois composantes clés :
- le nombre de thèmes différents (maison, animaux, personnages, etc.) qu'il aborde permet d'apprécier sa flexibilité créative ;
- le nombre de figures qu'il imagine ou retrouve pour chaque thème, sa fluidité créative ;
- la fréquence comparée de ses productions avec les fréquences d'un groupe de référence son originalité créative.

## Nombre de configurations
Plus de 5 900 différents problèmes de tangram ont été édités depuis le XIXe siècle, et ce nombre ne cesse de croître.
On peut classer les motifs connexes obtenus en plusieurs catégories.

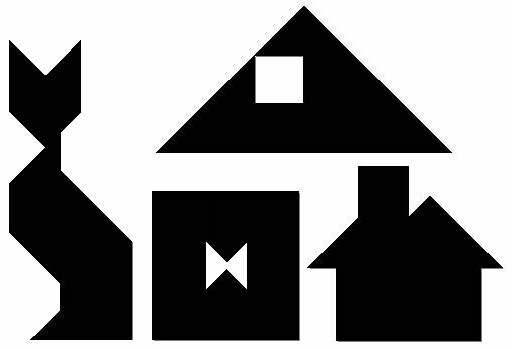
Quatre exemples de modèles reproduits à échelle identique

### Les motifs généraux
Ce sont les motifs connexes, c'est-à-dire d'un seul tenant, obtenus en utilisant sans recouvrement toutes les pièces une et une seule fois.
Le nombre de motifs généraux est infini non dénombrable[réf. souhaitée] ; ces motifs peuvent différer par des variations continues (translation ou rotation) d'une ou de plusieurs pièces.

### Les motifs propres
Ce sont les motifs généraux dont le bord est topologiquement équivalent à un cercle.
Le nombre de motifs propres est infini non dénombrable ; ces motifs peuvent différer par des variations continues (translation ou rotation) d'une ou de plusieurs pièces.
Le nombre maximal de côtés d'un motif propre est 23, comme le nombre de côtés des pièces du jeu.

### Les motifs bien arrangés
| Nombre de côtés des motifs | Nombre correspondant de motifs bien arrangés |
| -------------------------- | -------------------------------------------- |
| 3                          | 1                                            |
| 4                          | 6                                            |
| 5                          | 22                                           |
| 6                          | 200                                          |
| 7                          | 1 245                                        |
| 8                          | 6 392                                        |
| 9                          | 27 113                                       |
| …                          | …                                            |
| 18                         | ?                                            |
| quelconque                 | 4 842 205                                    |

Cette catégorie de motifs est aussi dénommée par l'anglicisme snug-motif.
Pour la définir, il faut préalablement remarquer que les sept pièces du Tangram sont toutes constituées d'un assemblage d'un, deux ou quatre triangle(s) identique(s) aux deux plus petites pièces du tangram, appelés triangle t. Le mathématicien Ronald C. Read) définit les motifs bien arrangés comme des motifs propres tels que si deux pièces ont un segment en commun alors il existe dans leurs décompositions en triangles t au moins un côté commun pour deux triangles t issus respectivement de ces deux pièces.
Le nombre de motifs bien arrangés est fini. On peut aisément le majorer par 3012.[Quoi ?]
Ronald C. Read démontra à l'aide d'un programme en 2004 qu'il y avait exactement 4 842 205 motifs pleins bien arrangés.
Le nombre maximal de côtés d'un motif bien arrangé est 18.

### Les motifs convexes

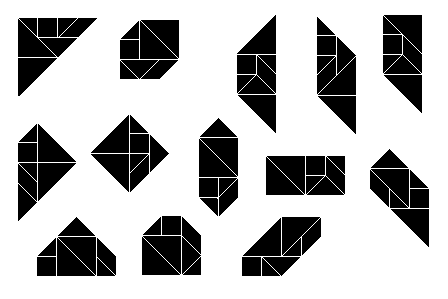
Les 13 formes convexes réalisables avec le Tangram

Les motifs convexes sont tels qu'un segment tracé à partir de deux points quelconques de leurs pourtours passe toujours et complètement par leurs intérieurs, en d'autres termes ce sont des configurations dont la forme ne présente pas de creux.
Il n'y a que 13 polygones convexes réalisables avec le jeu Tangram,.

## Autres tangrams
D'autres tangrams sont remarquables car ce sont des solutions du problème de la trisection du carré :
- Les tangrams de Pythagore, démonstration visuelle par réarrangement de pièces que tout couple de carrés de côtés a et b peut-être transformé en un autre d'aire {\displaystyle c^{2}=a^{2}+b^{2}}. Une version[7] initialement découverte par Abu'l-Wafa'[8],[9] et redécouverte par Henry Perigal[10], une autre[11] par Liu Hui au IIIe siècle.
- Le tangram d'Henry Perigal[12], dissection d'un rectangle en un carré de même aire, probablement vers 1835[13] mais publié seulement en 1891[14] et par Philip Kelland en 1855[15],[16] pour transformer un gnomon en un carré[17].